# 深水平肩光魚
深水平肩光魚，為管肩魚科的其中一種，為深海魚類，分布於東大西洋冰島、愛爾蘭至茅利塔尼亞、塞內加爾與那米比亞海域，深度700-2700公尺，體長可達25公分，棲息在底中層水域，生活習性不明。

## 扩展阅读
維基物種上的相關：深水平肩光魚